# ناحیه سولنوک
ناحیهٔ سولنوک (به مجاری: Szolnoki járás) یک ناحیه در مجارستان است که در یاس-نادی‌کون-سولنوک واقع شده‌است. ناحیهٔ سولنوک ۹۱۴٫۴۸ کیلومتر مربع مساحت و ۱۱۸٬۲۴۱ نفر جمعیت دارد.